# Онанкок (Виргиния)
Онанкок (англ. Onancock) — город в округе Аккомак  в штате Виргиния США. По данным переписи 2020 года, численность населения составляла 1169 человек.

## Население
| 2010 | 2020  |
| ---- | ----- |
| 1263 | ↘1169 |